# 高島礼子・日本の古都〜その絶景に歴史あり
『高島礼子・日本の古都〜その絶景に歴史あり』（たかしま れいこ・にほんのこと そのぜっけいにれきしあり）は、BS-TBSで2015年4月8日より2018年3月30日まで放送された、紀行番組にして高島礼子の冠番組である。

## 概要
日本には鎌倉、奈良（平城京）、京都（平安京）など、「古都」と呼ばれる歴史と伝統・風土に彩られた町並みが数多く存在する。番組ではMC兼レポーターに女優の高島礼子を起用し、この古くからの文化と伝統が息づく古都の魅力を、その時々の紀行や風土、歴史を絡ませながら迫っていくとともに、古都文化を築き上げた様々な建物や工芸品、地域の伝承文化などにもスポットを当てる。
2018年3月30日で番組は終了。翌週4月6日より、本番組と同様高島が司会を務める『高島礼子が家宝捜索!蔵の中には何がある?』が放送開始される。

## 放送時間
- 金曜日 22:00 - 22:54（JST）

## 出演者
- 高島礼子

## 放送リスト
1. 「秀吉の桜・知られざる物語」醍醐寺（2時間SP 21時30分開始）[3]
2. 「京都・龍安寺石庭に秘められた物語」龍安寺の石庭
3. 「下鴨神社と鴨長明」下鴨神社・糺の森
4. 「千利休 侘び茶の物語」（2時間SP 21時開始）
5. 「鞍馬寺・牛若丸と天狗伝説」鞍馬寺
6. 「織田信長 知られざる足跡」比叡山・本能寺
7. 「京都・仁和寺…花の寺に秘められた物語」仁和寺
8. 「信長 秀吉 家康に仕えた絵師集団・狩野派の生き残り術」
9. 「今が旬の『花』を求めて鎌倉へ!徳川家の知れざる物語」鎌倉市
10. 「鎌倉幕府滅亡の謎」鎌倉市
11. 「瀬戸内寂聴、今こそ伝えておきたい…女の生き様SP」（2時間SP 21時開始）
12. 「同上」
13. 「信長の足跡を追う」京都スペシャル企画・第2弾!
14. 「岩下尚史さんおすすめ京都・夏の旬」
15. 「納涼SP第2夜!夏の京都めぐり…生粋の京都人オススメは?」
16. 「京都のお地蔵様スペシャル」
17. 「京都の門跡寺院…宮廷文化が花開いた皇族ゆかりの寺へ」
18. 「奈良の絶景『東大寺』SP!大仏様の秘密とは?」
19. 「『三輪山』奈良の絶景スペシャル ひげの梶さんが案内する歴史探訪」
20. 「嵐山・嵯峨野の秋絶景に…皇室ゆかりの知られざる物語」（2時間SP）
21. 「京都1200年の秋絶景物語…ひげの梶さんの歴史案内」
22. 「花園の御所と呼ばれた『妙心寺』…皇室ゆかりの知られざる物語」
23. 「秀吉の女、おねと淀が愛した紅葉物語」（2時間SP）
24. 「京都の紅葉絶景『三尾』スペシャル」
25. 「皇室の菩提寺…泉涌寺」
26. 「京都世界遺産ミステリー『六条御殿 本願寺の謎』」
27. 「弘法大師 空海1200年物語」（2時間SP）
28. 「京都1200年ミステリー!三十三間堂&伏見稲荷…絶景謎解き」（2時間SP）
29. 「京都1200年歴史ミステリー『天神様の謎』」
30. 「女の生き様2時間スペシャル 冬の金沢絶景『女たちの加賀百万石』」（2時間SP）
31. 「京都歴史ミステリー『小野小町美女伝説』…梅絶景に悲運の物語」
32. 「京都歴史ミステリー『女たちの宮廷物語〜悲運のお后様と清少納言』」（2時間SP）
33. 「京都歴史ミステリー『徳川家康と京都 謎の15年』第1夜』
34. 「同上 第2夜」
35. 「同上 第3夜」
36. 「京都歴史ミステリー『藤原道長 大出世の謎』」
37. 「京都歴史ミステリー『金閣銀閣の謎 華麗なる足利一族100年物語』」（2時間SP）
38. 「同上」
39. 「同上 第2夜」
40. 「京都歴史ミステリー『陰陽師 安倍晴明 大出世の謎』」
41. 「京都歴史ミステリー『本能寺の変スペシャル』」
42. 「同上」
43. 「大阪城歴史ミステリー『秀吉と利休 戦国最強コンビが仕掛けた『大茶会』の謎』」（2時間SP）
44. 「同上」
45. 「歴史ミステリー『徳川家康 天下取りの影に忍者あり』」
46. 「【特別編】『とと姉ちゃん』のモチーフ『暮らしの手帖』女社長物語」
47. 「同上」
48. 「戦国歴史ミステリー『清須会議の謎』」
49. 「戦国歴史ミステリー『信長を追いつめた男『浅井長政』の秘策』」
50. 「京都歴史ミステリー『家康計画と古田織部の謎』」（2時間SP）
51. 「同上」
52. 「戦国歴史ミステリー『真田一族の野望』」
53. 「戦国歴史ミステリー『家康に喧嘩売った男 直江兼続』」
54. 「女の生き様2時間SP『大奥の嫁姑 篤姫と皇女・和宮』」
55. 「同上」
56. 「戦国歴史ミステリー『川中島の戦い!上杉VS武田12年の謎』」
57. 「戦国歴史ミステリー『のぼうの城の真実』」
58. 「秋の皇室2時間スペシャル『京都絶景の謎!桂離宮と修学院離宮〜豊臣・徳川と皇室100年物語〜』」
59. 「同上」
60. 「女の生き様スペシャル『天皇に稼いだ将軍家の姫・徳川和子』」
61. 「戦国歴史ミステリー『豊臣秀吉 小田原合戦の謎』」
62. 「歴史ミステリー2時間スペシャル『武田信玄の金塊』」
63. 「同上」
64. 「歴史ミステリー『武田家最後の十年』」
65. 「京都1200年ミステリー『比叡山の謎』」
66. 「同上」
67. 「幕末歴史ミステリー『桜田門外の変の謎』」